# Klimaxstadium

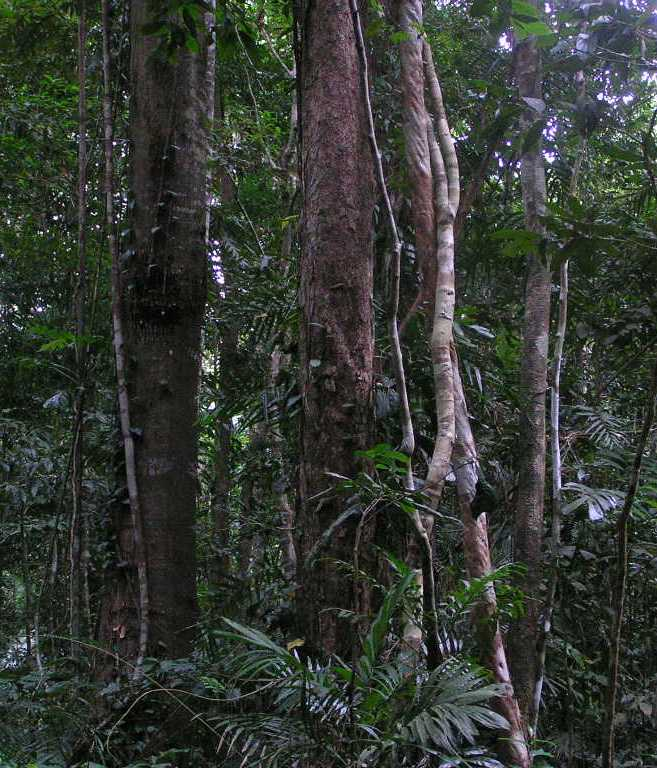
Daintree Rainforest är en tropisk regnskog i Queensland, Australien. Det är ett utmärkt exempel på ett ekosystem som nått sitt klimaxstadium.

Klimaxstadium är inom ekologi att ett ekosystem genom ekologisk succession har nått ett stadium där artsammansättningen är stabil. Ett sådant ekosystem är sammansatt av de arter som är bäst anpassade till de genomsnittliga förhållandena i området.
Den första analysen av en succession som skulle kunna leda till ett klimaxstadium skrevs av den amerikanske botanikern Henry Cowles 1899. Begreppet myntades sedan av en annan amerikansk botaniker, Frederic Edward Clements, i början av 1900-talet.
Stödet för teorierna kring klimaxstadium avtog under andra halvan av 1900-talet. Hypotesen stämde inte riktigt överens med de iakttagelser ekologer gjorde. Efter en mindre omdefinition på 1990-talet har begreppet åter börjat användas bland ekologer.